# Gerardo Caetano
Gerardo Caetano (Montevideo, Uruguai, 1958) és historiador i analista polític, catedràtic de la Universitat de La República (Uruguai). És catedràtic i coordinador acadèmic de l'Observatori Polític de l'Institut de Ciència Política de la Universitat de la República, a l'Uruguai. Entre altres activitats, és director acadèmic del Centre per a la Formació en Integració Regional, president del Centre UNESCO de Montevideo des de la seva fundació l'any 2003 i membre de l'Acadèmia Nacional de Lletres de l'Uruguai. Entre les seves publicacions més recents destaquen Técnica legislativa. Teoría, métodos y aspectos político-institucionales (amb Óscar Sarlo, PNUD, 2010) i Gobernabilidad democrática y ciudadanía en América del Sur. Impactos políticos de la crisis global (FLACSO, 2010).